# Stepánivka (Podilsk)
Stepanivka  (ucraniano: Степанівка) es una localidad del Raión de Podilsk en el Óblast de Odesa de Ucrania. Según el censo de 2001, tiene una población de 19 habitantes.